# Терсько-Сунженська височина
Терсько-Сунженська височина — височина на південному сході Передкавказзя, між Тереком на півночі і його притокою Сунжею на півдні. Адміністративно розташована на території чотирьох республік РФ: Кабардино-Балкарії, Північної Осетії, Інгушетії та Чечні.
Височина складається з двох широтних хребтів — Терського (завдовжки 150 км, заввишки до 701 м) та Сунженського (завдовжки 140 км, заввишки до 926 м), розділена Алханчуртською долиною, по якій прокладено Алханчуртський канал. У районі Моздоцького коридору обидва хребта максимально наближаються, розокремлені від одного лише долиною річки Журуко.
Височина складена піщано-глинистими відкладеннями і покрита лесовидими суглинками. Тут розташовані основні родовища Грозненського нафтового району. На Терськом ухребті є виходи термальних сірчистої-вуглекислих джерел. На схилах переважають гірсько-степові ландшафти; на заході Сунженського хребта — ділянки дубових і грабових лісів.